# Lingua careliana propria
Il careliano proprio è una lingua uralica o un dialetto della lingua careliana parlato da circa 40.000 persone in Carelia, Finlandia e Russia.

## Dialetti
Il careliano proprio si divide in due dialetti principali:
- careliano di Viena (careliano settentrionale)
- careliano meridionale.

## Alfabeto
L'alfabeto careliano è così composto: Aa Bb Cc Čč Dd Ee Ff Gg Hh Ii Jj Kk Ll Mm Nn Oo Pp Rr Ss Šš Zz Žž Tt Uu Vv Yy Ää Öö ʼ